# Circuit Het Nieuwsblad 2013
La 68e édition du Circuit Het Nieuwsblad a eu lieu le 23 février 2013. L'épreuve fait partie de l'UCI Europe Tour 2013 en catégorie 1.HC. Il s'agit là de la 1re épreuve de la saison en Belgique. Elle a été remportée, dans un sprint à deux, par l'Italien Luca Paolini (Katusha) devant le Belge Stijn Vandenbergh (Omega Pharma-Quick Step). Le compatriote de ce dernier, Sven Vandousselaere (Topsport Vlaanderen-Baloise), règle pour la troisième place, un groupe de huit coureurs terminant à plus d'une minute.

## Présentation

### Équipes
Classé en catégorie 1.HC de l'UCI Europe Tour, le Circuit Het Nieuwsblad est par conséquent ouvert aux UCI ProTeams dans la limite de 70 % des équipes participantes, aux équipes continentales professionnelles, aux équipes continentales belges et à une équipe nationale belge.
L'organisateur a dévoilé les équipes invitées le 25 janvier 2013. 25 équipes participent à ce Circuit Het Nieuwsblad - 13 ProTeams et 12 équipes continentales professionnelles :
| ProTeams (13)- AG2R La Mondiale - Argos-Shimano - Blanco - BMC Racing Team - FDJ - Garmin Sharp - Katusha - Lampre-Merida - Lotto-Belisol - Omega Pharma-Quick Step - Orica-GreenEDGE - Sky - Vacansoleil-DCM Équipes continentales professionnelles (12)- Accent Jobs-Wanty - Bretagne-Séché Environnement - Champion System - Cofidis, Solutions Crédits - Crelan-Euphony - Team Europcar - IAM Cycling - MTN-Qhubeka - NetApp-Endura - Sojasun - Topsport Vlaanderen-Baloise - Vini Fantini-Selle Italia |
| |

## Classement final
| \| Classement général \| Classement général \| Classement général \| Classement général \| Classement général \| \| Coureur \| Coureur \| Pays \| Équipe \| Temps \| \| ------------------ \| -------------------- \| ------------------ \| --------------------------- \| ------------------ \| \| 1er \| Luca Paolini \| Italie \| Katusha \| 4 h 52 min 15 s \| \| 2e \| Stijn Vandenbergh \| Belgique \| Omega Pharma-Quick Step \| + 0 s \| \| 3e \| Sven Vandousselaere \| Belgique \| Topsport Vlaanderen-Baloise \| + 1 min 13 s \| \| 4e \| Geraint Thomas \| Royaume-Uni \| Team Sky \| + 1 min 13 s \| \| 5e \| Greg Van Avermaet \| Belgique \| BMC Racing Team \| + 1 min 13 s \| \| 6e \| Marco Bandiera \| Italie \| IAM Cycling \| + 1 min 13 s \| \| 7e \| Sylvain Chavanel \| France \| Omega Pharma-Quick Step \| + 1 min 13 s \| \| 8e \| Jürgen Roelandts \| Belgique \| Lotto-Belisol \| + 1 min 13 s \| \| 9e \| Maarten Wynants \| Belgique \| Blanco \| + 1 min 13 s \| \| 10e \| Egoitz García \| Espagne \| Cofidis, Solutions Crédits \| + 1 min 13 s \| \| 11e \| Gerald Ciolek \| Allemagne \| MTN-Qhubeka \| + 6 min 27 s \| \| 12e \| Manuel Belletti \| Italie \| AG2R La Mondiale \| + 6 min 27 s \| \| 13e \| Jempy Drucker \| Luxembourg \| Accent Jobs-Wanty \| + 6 min 27 s \| \| 14e \| Alexey Tsatevitch \| Russie \| Katusha \| + 6 min 27 s \| \| 15e \| Baptiste Planckaert \| Belgique \| Crelan-Euphony \| + 6 min 27 s \| \| 16e \| Adrien Petit \| France \| Cofidis, Solutions Crédits \| + 6 min 27 s \| \| 17e \| Edvald Boasson Hagen \| Norvège \| Team Sky \| + 6 min 27 s \| \| 18e \| Sébastien Turgot \| France \| Team Europcar \| + 6 min 27 s \| \| 19e \| Heinrich Haussler \| Australie \| IAM Cycling \| + 6 min 27 s \| \| 20e \| Jack Bauer \| Nouvelle-Zélande \| Garmin-Sharp \| + 6 min 27 s \| |                      |                  |                             |                 |
| |                      |                  |                             |                 |
| |                      |                  |                             |                 |
| Classement général |                      |                  |                             |                 |
| Coureur | Coureur              | Pays             | Équipe                      | Temps           |
| 1er | Luca Paolini         | Italie           | Katusha                     | 4 h 52 min 15 s |
| 2e | Stijn Vandenbergh    | Belgique         | Omega Pharma-Quick Step     | + 0 s           |
| 3e | Sven Vandousselaere  | Belgique         | Topsport Vlaanderen-Baloise | + 1 min 13 s    |
| 4e | Geraint Thomas       | Royaume-Uni      | Team Sky                    | + 1 min 13 s    |
| 5e | Greg Van Avermaet    | Belgique         | BMC Racing Team             | + 1 min 13 s    |
| 6e | Marco Bandiera       | Italie           | IAM Cycling                 | + 1 min 13 s    |
| 7e | Sylvain Chavanel     | France           | Omega Pharma-Quick Step     | + 1 min 13 s    |
| 8e | Jürgen Roelandts     | Belgique         | Lotto-Belisol               | + 1 min 13 s    |
| 9e | Maarten Wynants      | Belgique         | Blanco                      | + 1 min 13 s    |
| 10e | Egoitz García        | Espagne          | Cofidis, Solutions Crédits  | + 1 min 13 s    |
| 11e | Gerald Ciolek        | Allemagne        | MTN-Qhubeka                 | + 6 min 27 s    |
| 12e | Manuel Belletti      | Italie           | AG2R La Mondiale            | + 6 min 27 s    |
| 13e | Jempy Drucker        | Luxembourg       | Accent Jobs-Wanty           | + 6 min 27 s    |
| 14e | Alexey Tsatevitch    | Russie           | Katusha                     | + 6 min 27 s    |
| 15e | Baptiste Planckaert  | Belgique         | Crelan-Euphony              | + 6 min 27 s    |
| 16e | Adrien Petit         | France           | Cofidis, Solutions Crédits  | + 6 min 27 s    |
| 17e | Edvald Boasson Hagen | Norvège          | Team Sky                    | + 6 min 27 s    |
| 18e | Sébastien Turgot     | France           | Team Europcar               | + 6 min 27 s    |
| 19e | Heinrich Haussler    | Australie        | IAM Cycling                 | + 6 min 27 s    |
| 20e | Jack Bauer           | Nouvelle-Zélande | Garmin-Sharp                | + 6 min 27 s    |

## Liste des participants
- Liste de départ complète

| Légende | Légende                                                                    | Légende | Légende                                                    |
| ------- | -------------------------------------------------------------------------- | ------- | ---------------------------------------------------------- |
| Num     | Dossard de départ porté par le coureur sur ce Circuit Het Nieuwsblad       | Pos     | Position à l'arrivée de la course                          |
|         | Indique un maillot de champion national ou mondial, suivi de sa spécialité | NP      | Indique un coureur qui n'a pas pris le départ de la course |
| AB      | Indique un coureur qui n'a pas terminé la course                           | HD      | Indique un coureur qui a terminé la course hors des délais |

| Blanco BLA | Blanco BLA               | Blanco BLA |
| ---------- | ------------------------ | ---------- |
| Num        | Coureur                  | Pos        |
| 1          | Sep Vanmarcke (BEL)      | 74e        |
| 2          | Lars Boom (NED)          | 80e        |
| 3          | Rick Flens (NED)         | AB         |
| 4          | Paul Martens (GER)       | 123e       |
| 5          | Maarten Tjallingii (NED) | 56e        |
| 6          | Moreno Hofland (NED)     | AB         |
| 7          | Robert Wagner (GER)      | AB         |
| 8          | Maarten Wynants (BEL)    | 9e         |

| Omega Pharma-Quick Step OPQ | Omega Pharma-Quick Step OPQ    | Omega Pharma-Quick Step OPQ |
| --------------------------- | ------------------------------ | --------------------------- |
| Num                         | Coureur                        | Pos                         |
| 11                          | Tom Boonen (BEL) (Route)       | 84e                         |
| 12                          | Sylvain Chavanel (FRA)         | 7e                          |
| 13                          | Iljo Keisse (BEL)              | 31e                         |
| 14                          | Zdeněk Štybar (CZE)            | 92e                         |
| 15                          | Niki Terpstra (NED) (Route)    | 99e                         |
| 16                          | Matteo Trentin (ITA)           | AB                          |
| 17                          | Guillaume Van Keirsbulck (BEL) | 49e                         |
| 18                          | Stijn Vandenbergh (BEL)        | 2e                          |

| Lotto-Belisol LTB | Lotto-Belisol LTB      | Lotto-Belisol LTB |
| ----------------- | ---------------------- | ----------------- |
| Num               | Coureur                | Pos               |
| 21                | Jürgen Roelandts (BEL) | 8e                |
| 22                | Gaëtan Bille (BEL)     | 27e               |
| 23                | Jens Debusschere (BEL) | 100e              |
| 24                | Kenny Dehaes (BEL)     | AB                |
| 25                | Gert Dockx (BEL)       | AB                |
| 26                | Vicente Reynés (ESP)   | AB                |
| 27                | Marcel Sieberg (GER)   | AB                |
| 28                | Frederik Willems (BEL) | 60e               |

| AG2R La Mondiale ALM | AG2R La Mondiale ALM             | AG2R La Mondiale ALM |
| -------------------- | -------------------------------- | -------------------- |
| Num                  | Coureur                          | Pos                  |
| 31                   | Davide Appollonio (ITA)          | 141e                 |
| 32                   | Gediminas Bagdonas (LTU) (Route) | 132e                 |
| 33                   | Manuel Belletti (ITA)            | 12e                  |
| 34                   | Steve Chainel (FRA)              | 131e                 |
| 35                   | Hugo Houle (CAN)                 | AB                   |
| 36                   | Axel Domont (FRA)                | AB                   |
| 37                   | Sébastien Minard (FRA)           | 133e                 |
| 38                   | Anthony Ravard (FRA)             | AB                   |

| BMC Racing BMC | BMC Racing BMC          | BMC Racing BMC |
| -------------- | ----------------------- | -------------- |
| Num            | Coureur                 | Pos            |
| 41             | Thor Hushovd (NOR)      | 77e            |
| 42             | Marcel Wyss (SUI)       | 45e            |
| 43             | Klaas Lodewyck (BEL)    | 69e            |
| 44             | Daniel Oss (ITA)        | 47e            |
| 45             | Taylor Phinney (USA)    | 78e            |
| 46             | Manuel Quinziato (ITA)  | 87e            |
| 47             | Michael Schär (SUI)     | 39e            |
| 48             | Greg Van Avermaet (BEL) | 5e             |

| FDJ | FDJ                      | FDJ  |
| --- | ------------------------ | ---- |
| Num | Coureur                  | Pos  |
| 51  | William Bonnet (FRA)     | 96e  |
| 52  | David Boucher (FRA)      | 109e |
| 53  | Mickaël Delage (FRA)     | 28e  |
| 54  | Anthony Geslin (FRA)     | 73e  |
| 55  | Johan Le Bon (FRA)       | AB   |
| 56  | Matthieu Ladagnous (FRA) | 32e  |
| 57  | Yoann Offredo (FRA)      | 38e  |
| 58  | Dominique Rollin (CAN)   | 135e |

| Lampre-Merida LAM | Lampre-Merida LAM      | Lampre-Merida LAM |
| ----------------- | ---------------------- | ----------------- |
| Num               | Coureur                | Pos               |
| 61                | Filippo Pozzato (ITA)  | 86e               |
| 62                | Mattia Cattaneo (ITA)  | 124e              |
| 63                | Davide Cimolai (ITA)   | 143e              |
| 64                | Elia Favilli (ITA)     | 142e              |
| 65                | Massimo Graziato (ITA) | AB                |
| 66                | Manuele Mori (ITA)     | 43e               |
| 67                | Andrea Palini (ITA)    | 128e              |
| 68                | Luca Wackermann (ITA)  | AB                |

| Orica-GreenEDGE OGE | Orica-GreenEDGE OGE       | Orica-GreenEDGE OGE |
| ------------------- | ------------------------- | ------------------- |
| Num                 | Coureur                   | Pos                 |
| 71                  | Sebastian Langeveld (NED) | 44e                 |
| 72                  | Fumiyuki Beppu (JPN)      | 129e                |
| 73                  | Sam Bewley (NZL)          | AB                  |
| 74                  | Mitchell Docker (AUS)     | 93e                 |
| 75                  | Jens Keukeleire (BEL)     | 33e                 |
| 76                  | Baden Cooke (AUS)         | 90e                 |
| 77                  | Michael Matthews (AUS)    | AB                  |
| 78                  | Svein Tuft (CAN)          | 134e                |

| Sky SKY | Sky SKY                            | Sky SKY |
| ------- | ---------------------------------- | ------- |
| Num     | Coureur                            | Pos     |
| 81      | Edvald Boasson Hagen (NOR) (Route) | 17e     |
| 82      | Bernhard Eisel (AUT)               | 64e     |
| 83      | Christopher Sutton (AUS)           | 98e     |
| 84      | Salvatore Puccio (ITA)             | 91e     |
| 85      | Gabriel Rasch (NOR)                | 61e     |
| 86      | Ian Stannard (GBR) (Route)         | 34e     |
| 87      | Luke Rowe (GBR)                    | 53e     |
| 88      | Geraint Thomas (GBR)               | 4e      |

| Argos-Shimano ARG | Argos-Shimano ARG     | Argos-Shimano ARG |
| ----------------- | --------------------- | ----------------- |
| Num               | Coureur               | Pos               |
| 91                | John Degenkolb (GER)  | 72e               |
| 92                | Albert Timmer (NED)   | AB                |
| 93                | William Clarke (AUS)  | AB                |
| 94                | Roy Curvers (NED)     | AB                |
| 95                | Bert De Backer (BEL)  | 23e               |
| 96                | Luka Mezgec (SLO)     | AB                |
| 97                | Ramon Sinkeldam (NED) | 55e               |
| 98                | Tom Stamsnijder (NED) | AB                |

| Garmin-Sharp GRS | Garmin-Sharp GRS           | Garmin-Sharp GRS |
| ---------------- | -------------------------- | ---------------- |
| Num              | Coureur                    | Pos              |
| 101              | Nick Nuyens (BEL)          | 65e              |
| 102              | Andreas Klier (GER)        | 88e              |
| 103              | Martijn Maaskant (NED)     | AB               |
| 104              | Jack Bauer (NZL)           | 20e              |
| 105              | Ramūnas Navardauskas (LTU) | AB               |
| 106              | Jacob Rathe (USA)          | 101e             |
| 107              | Sébastien Rosseler (BEL)   | 67e              |
| 108              | Johan Vansummeren (BEL)    | AB               |

| Vacansoleil-DCM VCD | Vacansoleil-DCM VCD       | Vacansoleil-DCM VCD |
| ------------------- | ------------------------- | ------------------- |
| Num                 | Coureur                   | Pos                 |
| 111                 | Juan Antonio Flecha (ESP) | 89e                 |
| 112                 | Kris Boeckmans (BEL)      | 144e                |
| 113                 | Björn Leukemans (BEL)     | 81e                 |
| 114                 | Bert-Jan Lindeman (NED)   | 25e                 |
| 115                 | Marco Marcato (ITA)       | 94e                 |
| 116                 | Grega Bole (SLO)          | 79e                 |
| 117                 | Mirko Selvaggi (ITA)      | 57e                 |
| 118                 | Frederik Veuchelen (BEL)  | 118e                |

| Topsport Vlaanderen-Baloise TSV | Topsport Vlaanderen-Baloise TSV | Topsport Vlaanderen-Baloise TSV |
| ------------------------------- | ------------------------------- | ------------------------------- |
| Num                             | Coureur                         | Pos                             |
| 121                             | Preben Van Hecke (BEL)          | 105e                            |
| 122                             | Tim Declercq (BEL)              | 82e                             |
| 123                             | Pieter Jacobs (BEL)             | 35e                             |
| 124                             | Stijn Neirynck (BEL)            | 46e                             |
| 125                             | Tom Van Asbroeck (BEL)          | 48e                             |
| 126                             | Sven Vandousselaere (BEL)       | 3e                              |
| 127                             | Pieter Vanspeybrouck (BEL)      | 36e                             |
| 128                             | Jelle Wallays (BEL)             | 85e                             |

| Accent Jobs-Wanty AJW | Accent Jobs-Wanty AJW     | Accent Jobs-Wanty AJW |
| --------------------- | ------------------------- | --------------------- |
| Num                   | Coureur                   | Pos                   |
| 131                   | Tim De Troyer (BEL)       | 62e                   |
| 132                   | Jempy Drucker (LUX)       | 13e                   |
| 133                   | Jérôme Gilbert (BEL)      | AB                    |
| 134                   | Andy Cappelle (BEL)       | AB                    |
| 135                   | Will Routley (CAN)        | AB                    |
| 136                   | Stefan van Dijk (NED)     | AB                    |
| 137                   | James Vanlandschoot (BEL) | 37e                   |
| 138                   | Benjamin Verraes (BEL)    | 50e                   |

| Crelan-Euphony CRE | Crelan-Euphony CRE        | Crelan-Euphony CRE |
| ------------------ | ------------------------- | ------------------ |
| Num                | Coureur                   | Pos                |
| 141                | Koen Barbé (BEL)          | 52e                |
| 142                | Jonathan Breyne (BEL)     | 68e                |
| 143                | Sébastien Delfosse (BEL)  | AB                 |
| 144                | Kurt Hovelijnck (BEL)     | 30e                |
| 145                | Egidijus Juodvalkis (LTU) | 40e                |
| 146                | Frédéric Amorison (BEL)   | AB                 |
| 147                | Baptiste Planckaert (BEL) | 15e                |
| 148                | Maxime Vantomme (BEL)     | 24e                |

| Bretagne-Séché Environnement BSE | Bretagne-Séché Environnement BSE | Bretagne-Séché Environnement BSE |
| -------------------------------- | -------------------------------- | -------------------------------- |
| Num                              | Coureur                          | Pos                              |
| 151                              | Gaël Malacarne (FRA)             | 121e                             |
| 152                              | Jean-Luc Delpech (FRA)           | 130e                             |
| 153                              | Arnaud Gérard (FRA)              | AB                               |
| 154                              | Clément Koretzky (FRA)           | AB                               |
| 155                              | Maxime Le Montagner (FRA)        | AB                               |
| 156                              | Geoffroy Lequatre (FRA)          | AB                               |
| 157                              | Benoît Jarrier (FRA)             | AB                               |
| 158                              | Florian Vachon (FRA)             | AB                               |

| Champion System CSS | Champion System CSS             | Champion System CSS |
| ------------------- | ------------------------------- | ------------------- |
| Num                 | Coureur                         | Pos                 |
| 161                 | Clinton Avery (NZL)             | 112e                |
| 162                 | Matthew Brammeier (IRL) (Route) | 110e                |
| 163                 | Matthias Friedemann (GER)       | AB                  |
| 164                 | Tang Wang Yip (HKG)             | AB                  |
| 165                 | Mart Ojavee (EST)               | AB                  |
| 166                 | Ryan Roth (CAN) (Route)         | AB                  |
| 167                 | Bobbie Traksel (NED)            | 117e                |
| 168                 | Wu Kin San (HKG)                | AB                  |

| Cofidis COF | Cofidis COF           | Cofidis COF |
| ----------- | --------------------- | ----------- |
| Num         | Coureur               | Pos         |
| 171         | Florent Barle (FRA)   | AB          |
| 172         | Julien Fouchard (FRA) | 71e         |
| 173         | Egoitz García (ESP)   | 10e         |
| 174         | Jan Ghyselinck (BEL)  | 137e        |
| 175         | Arnaud Labbe (FRA)    | 42e         |
| 176         | Adrien Petit (FRA)    | 16e         |
| 177         | Nico Sijmens (BEL)    | 66e         |
| 178         | Romain Zingle (BEL)   | 54e         |

| IAM | IAM                               | IAM  |
| --- | --------------------------------- | ---- |
| Num | Coureur                           | Pos  |
| 181 | Heinrich Haussler (AUS)           | 19e  |
| 182 | Marco Bandiera (ITA)              | 6e   |
| 183 | Martin Elmiger (SUI)              | 22e  |
| 184 | Kristof Goddaert (BEL)            | AB   |
| 185 | Sébastien Hinault (FRA)           | 102e |
| 186 | Pirmin Lang (SUI)                 | 122e |
| 187 | Reto Hollenstein (SUI)            | 70e  |
| 188 | Aleksejs Saramotins (LAT) (Route) | AB   |

| Katusha KAT | Katusha KAT                  | Katusha KAT |
| ----------- | ---------------------------- | ----------- |
| Num         | Coureur                      | Pos         |
| 191         | Alexander Kristoff (NOR)     | 138e        |
| 192         | Aliaksandr Kuschynski (BLR)  | 21e         |
| 193         | Viatcheslav Kouznetsov (RUS) | 26e         |
| 194         | Luca Paolini (ITA)           | 1er         |
| 195         | Alexander Porsev (RUS)       | AB          |
| 196         | Rüdiger Selig (GER)          | 139e        |
| 197         | Gatis Smukulis (LAT)         | 108e        |
| 198         | Alexey Tsatevitch (RUS)      | 14e         |

| Sojasun SOJ | Sojasun SOJ               | Sojasun SOJ |
| ----------- | ------------------------- | ----------- |
| Num         | Coureur                   | Pos         |
| 201         | Maxime Daniel (FRA)       | AB          |
| 202         | Jimmy Engoulvent (FRA)    | AB          |
| 203         | Christophe Laborie (FRA)  | 125e        |
| 204         | Cyril Lemoine (FRA)       | AB          |
| 205         | Rony Martias (FRA)        | 126e        |
| 206         | Jean-Lou Paiani (FRA)     | 29e         |
| 207         | Evaldas Šiškevičius (LTU) | 127e        |
| 208         |                           |             |

| Europcar EUC | Europcar EUC             | Europcar EUC |
| ------------ | ------------------------ | ------------ |
| Num          | Coureur                  | Pos          |
| 211          | Sébastien Chavanel (FRA) | 63e          |
| 212          | Jérôme Cousin (FRA)      | 107e         |
| 213          | Damien Gaudin (FRA)      | 97e          |
| 214          | Vincent Jérôme (FRA)     | 51e          |
| 215          | Alexandre Pichot (FRA)   | 83e          |
| 216          | Angélo Tulik (FRA)       | 104e         |
| 217          | Sébastien Turgot (FRA)   | 18e          |
| 218          | David Veilleux (CAN)     | 95e          |

| NetApp-Endura TNE | NetApp-Endura TNE         | NetApp-Endura TNE |
| ----------------- | ------------------------- | ----------------- |
| Num               | Coureur                   | Pos               |
| 221               | Zakkari Dempster (AUS)    | 103e              |
| 222               | Russell Downing (GBR)     | 119e              |
| 223               | Markus Eichler (AUT)      | 41e               |
| 224               | Blaž Jarc (SLO)           | 106e              |
| 225               | Jonathan McEvoy (GBR)     | 120e              |
| 226               | Erick Rowsell (GBR)       | 114e              |
| 227               | Andreas Schillinger (GER) | 115e              |
| 228               | Paul Voss (GER)           | AB                |

| MTN-Qhubeka MTN | MTN-Qhubeka MTN           | MTN-Qhubeka MTN |
| --------------- | ------------------------- | --------------- |
| Num             | Coureur                   | Pos             |
| 231             | Gerald Ciolek (GER)       | 11e             |
| 232             | Fregalsi Debesay (ERI)    | AB              |
| 233             | Ignatas Konovalovas (LTU) | 59e             |
| 234             | Youcef Reguigui (ALG)     | AB              |
| 235             | Martin Reimer (GER)       | 136e            |
| 236             | Kristian Sbaragli (ITA)   | 140e            |
| 237             | Andreas Stauff (GER)      | 111e            |
| 238             | Johann van Zyl (RSA)      | 116e            |

| Vini Fantini-Selle Italia VIN | Vini Fantini-Selle Italia VIN | Vini Fantini-Selle Italia VIN |
| ----------------------------- | ----------------------------- | ----------------------------- |
| Num                           | Coureur                       | Pos                           |
| 241                           | Rafael Andriato (BRA)         | AB                            |
| 242                           | Roberto De Patre (ITA)        | 113e                          |
| 243                           | Mauro Finetto (ITA)           | 76e                           |
| 244                           | Oscar Gatto (ITA)             | 58e                           |
| 245                           | Kevin Hulsmans (BEL)          | 75e                           |
| 246                           | Alessandro Proni (ITA)        | 145e                          |
| 247                           | Luigi Miletta (ITA)           | AB                            |
| 248                           |                               |                               |